# Collonges (Ain)
Collonges – miejscowość i gmina we Francji, w regionie Owernia-Rodan-Alpy, w departamencie Ain.

## Demografia
Według danych na rok 1990 gminę zamieszkiwało 1000 osób, a gęstość zaludnienia wynosiła 62 osoby/km² (wśród 2880 gmin regionu Rodan-Alpy Collonges plasuje się na 784. miejscu pod względem liczby ludności, natomiast pod względem powierzchni na miejscu 703.). Według danych na styczeń 2012 r. Collonges zamieszkiwały 2093 osoby, przy gęstości zaludnienia wynoszącej 128,8 osób/1 km².